# Sharifah Czarena
Sharifah Czarena (Sharifah Czarena Suriany Syed Hashim) ist eine Pilotin aus Brunei. Sie war die erste Frau aus Brunei, die als Kapitän ein Verkehrsflugzeug flog. Sie war anfangs abgeordnet zu Loganair, wo sie die Saab 340 flog. Seit sie für die Royal Brunei Airlines fliegt, ist sie auf der Boeing 767 und der Boeing 787 Dreamliner.

## Leben
Sharifah Czarena wurde 2003 als Pilotenkadettin in der Cabair Flying School, Cranfield, ausgebildet. Nach ihrem Abschluss 2004 wurde sie von Royal Brunei Airlines zunächst für zwei Jahre an die schottische Fluggesellschaft Loganair ausgeliehen. Bei ihrer Rückkehr zur Royal Brunei Airlines wurde sie für die Boeing 767 als First Officer eingesetzt.
Czarena wurde 2007 als Senior First Officer befördert und 2012 als Kapitän. Sie war die erste Frau aus Brunei und in Südostasien, die Kapitänin eines Verkehrsflugzeugs wurde. Sie sagte: „Ein Pilot zu sein, ist etwas, was normale Menschen für eine männliche dominante Beschäftigung halten. Als Frau, und als bruneiische Frau, ist es ein großer Erfolg. Es zeigt wahrlich der jungen Generation, oder den Mädchen speziell, das, was sie auch immer erträumen, sie können es erreichen.“
Sie schrieb Geschichte im Jahr 2016, als sie als Kapitänin der ersten rein weiblichen Flight Crew in Jeddah, Saudi-Arabien, landete, in einem Land, in welchem zu der Zeit Frauen noch nicht einmal erlaubt war einen Führerschein zu machen. Der Flug war so terminiert, dass er zur Feier des Nationalfeiertags von Brunei landete. Mit ihr zusammen steuerten die Senior First Officer Dk Nadiah Pg Khashiem und Sariana Nordin den Boeing 787 Dreamliner.